# Malin Head
Malin Head (irsky Cionn Mhálanna) je mys nedaleko vesnice Malin na poloostrově Inishowen v irském hrabství Donegal. Jeho nejzazší výběžek, nazývaný Banba's Crown (Banbina koruna, podle legendární keltské královny Banby), je nejsevernějším bodem ostrova Irsko, severně od něj ovšem leží ještě ostrov Inishtrahull. Mys je oblíbeným výletním místem a výchozím bodem turistické trasy Wild Atlantic Way, je zde možno pozorovat množství mořských ptáků. Krajinu tvoří ostré skalní útesy i písečné duny, nachází se zde jeskyně Hell’s Hole, maják, meteorologická stanice a strážní věž z roku 1805. Za druhé světové války zde Britové s tajným souhlasem irské vlády vybudovali směrový radiozaměřovač.
Na Malin Head byla v lednu 2012 naměřena rekordní rychlost větru na irském území, 126 km/h.
Místní krajina byla využita při natáčení filmu Star Wars: Poslední z Jediů.